# Handball-Weltmeisterschaft der Frauen 1957
Die 1. Handball-Weltmeisterschaft der Frauen wurde vom 13. bis 20. Juli 1957 in Jugoslawien ausgetragen. Insgesamt traten neun Mannschaften zunächst in einer Vorrunde in drei Gruppen gegeneinander an. Anschließend folgten die Halbfinalrunden mit sechs Mannschaften in zwei Gruppen, die Trostrunde der Gruppenletzten um die Plätze 7 bis 9 und die Platzierungsspiele. Vor 8000 Zuschauern gewann die Tschechoslowakei den Titel durch einen 7:1-Sieg gegen Ungarn und wurde zum ersten und einzigen Mal Weltmeister.

## Spielplan

### Vorrunde
Die Gruppenersten und -zweiten qualifizierten sich für die Hauptrunde, die Gruppendritten für die Trostrunde.

#### Gruppe A
| Pl. | Land       | Sp. | S | U | N | Tore   | Diff. | Punkte |
| --- | ---------- | --- | - | - | - | ------ | ----- | ------ |
| 1.  | Dänemark   | 2   | 2 | 0 | 0 | 015:50 | +10   | 4      |
| 2.  | Österreich | 2   | 1 | 0 | 1 | 07:100 | −3    | 2      |
| 3.  | Rumänien   | 2   | 0 | 0 | 2 | 02:90  | −7    | 0      |

| Datum         | Team 1     |   | Team 2     | Resultat  |
| ------------- | ---------- | - | ---------- | --------- |
| 13. Juli 1957 | Österreich | – | Rumänien   | 3:1 (1:1) |
| 14. Juli 1957 | Dänemark   | – | Rumänien   | 6:1 (0:0) |
| 15. Juli 1957 | Dänemark   | – | Österreich | 9:4 (5:3) |

#### Gruppe B
| Pl. | Land             | Sp. | S | U | N | Tore    | Diff. | Punkte |
| --- | ---------------- | --- | - | - | - | ------- | ----- | ------ |
| 1.  | Tschechoslowakei | 2   | 2 | 0 | 0 | 013:80  | +5    | 4      |
| 2.  | Ungarn           | 2   | 1 | 0 | 1 | 013:100 | +3    | 2      |
| 3.  | Schweden         | 2   | 0 | 0 | 2 | 06:140  | −8    | 0      |

| Datum         | Team 1           |   | Team 2   | Resultat  |
| ------------- | ---------------- | - | -------- | --------- |
| 13. Juli 1957 | Ungarn           | – | Schweden | 9:2 (5:0) |
| 14. Juli 1957 | Tschechoslowakei | – | Schweden | 5:4 (2:2) |
| 15. Juli 1957 | Tschechoslowakei | – | Ungarn   | 8:4 (3:2) |

#### Gruppe C
| Pl. | Land           | Sp. | S | U | N | Tore    | Diff. | Punkte |
| --- | -------------- | --- | - | - | - | ------- | ----- | ------ |
| 1.  | Jugoslawien    | 2   | 2 | 0 | 0 | 018:90  | +9    | 4      |
| 2.  | BR Deutschland | 2   | 1 | 0 | 1 | 013:110 | +2    | 2      |
| 3.  | Polen          | 2   | 0 | 0 | 2 | 07:180  | −11   | 0      |

| Datum         | Team 1         |   | Team 2         | Resultat   |
| ------------- | -------------- | - | -------------- | ---------- |
| 13. Juli 1957 | Jugoslawien    | – | Polen          | 11:3 (5:0) |
| 14. Juli 1957 | BR Deutschland | – | Polen          | 7:4 (3:1)  |
| 15. Juli 1957 | Jugoslawien    | – | BR Deutschland | 7:6 (4:3)  |

### Hauptrunde
Die Gruppensieger qualifizierten sich für das Finale, die Zweitplatzierten für das Spiel um Platz 3 und die Drittplatzierten für das Spiel um Platz 5.

#### Gruppe 1
| Pl. | Land        | Sp. | S | U | N | Tore    | Diff. | Punkte |
| --- | ----------- | --- | - | - | - | ------- | ----- | ------ |
| 1.  | Ungarn      | 2   | 1 | 1 | 0 | 015:90  | +6    | 3      |
| 2.  | Jugoslawien | 2   | 1 | 0 | 1 | 014:170 | −3    | 2      |
| 3.  | Dänemark    | 2   | 0 | 1 | 1 | 012:150 | −3    | 1      |

| Datum         | Team 1      |   | Team 2   | Resultat   |
| ------------- | ----------- | - | -------- | ---------- |
| 17. Juli 1957 | Jugoslawien | – | Ungarn   | 4:10 (1:5) |
| 18. Juli 1957 | Ungarn      | – | Dänemark | 5:5 (4:2)  |
| 19. Juli 1957 | Jugoslawien | – | Dänemark | 10:7 (4:3) |

#### Gruppe 2
| Pl. | Land             | Sp. | S | U | N | Tore   | Diff. | Punkte |
| --- | ---------------- | --- | - | - | - | ------ | ----- | ------ |
| 1.  | Tschechoslowakei | 2   | 2 | 0 | 0 | 015:50 | +10   | 4      |
| 2.  | BR Deutschland   | 2   | 1 | 0 | 1 | 07:100 | −3    | 2      |
| 3.  | Österreich       | 2   | 0 | 0 | 2 | 02:90  | −7    | 0      |

| Datum         | Team 1           |   | Team 2         | Resultat   |
| ------------- | ---------------- | - | -------------- | ---------- |
| 17. Juli 1957 | Tschechoslowakei | – | Österreich     | 12:3 (5:1) |
| 18. Juli 1957 | BR Deutschland   | – | Österreich     | 10:8 (6:4) |
| 19. Juli 1957 | Tschechoslowakei | – | BR Deutschland | 10:4 (5:3) |

### Trostrunde
In der Trostrunde wurden die Platzierungen 7 bis 9 ausgespielt.
| Pl. | Land     | Sp. | S | U | N | Tore  | Diff. | Punkte |
| --- | -------- | --- | - | - | - | ----- | ----- | ------ |
| 7.  | Polen    | 2   | 2 | 0 | 0 | 07:10 | +6    | 4      |
| 8.  | Schweden | 2   | 1 | 0 | 1 | 03:50 | −2    | 2      |
| 9.  | Rumänien | 2   | 0 | 0 | 2 | 01:50 | −4    | 0      |

| Datum         | Team 1   |   | Team 2   | Resultat |
| ------------- | -------- | - | -------- | -------- |
| 17. Juli 1957 | Polen    | – | Schweden | 4:1      |
| 18. Juli 1957 | Schweden | – | Rumänien | 2:1      |
| 19. Juli 1957 | Polen    | – | Rumänien | 3:0      |

### Finalrunde

#### Spiel um Platz 5
| Datum         | Team 1   |   | Team 2     | Resultat   |
| ------------- | -------- | - | ---------- | ---------- |
| 20. Juli 1957 | Dänemark | – | Österreich | 10:6 (3:3) |

#### Spiel um Platz 3
| Datum         | Team 1      |   | Team 2         | Resultat  |
| ------------- | ----------- | - | -------------- | --------- |
| 20. Juli 1957 | Jugoslawien | – | BR Deutschland | 9:6 (4:4) |

#### Finale
Im Finale besiegte das Team der Tschechoslowakei die Mannschaft aus Ungarn vor 8.000 Zuschauern mit 7:1 (3:1). Beste Torschützin des Finals war die Tschechoslowakin Pavla Bartáková mit zwei Treffern.
| Datum         | Team 1           |   | Team 2 | Resultat  |
| ------------- | ---------------- | - | ------ | --------- |
| 20. Juli 1957 | Tschechoslowakei | – | Ungarn | 7:1 (3:1) |

## Statistiken

### Beste Torschützinnen
| Pl. | Spieler         | Team             | Treffer |
| --- | --------------- | ---------------- | ------- |
| 1.  | Pavla Bartáková | Tschechoslowakei | 11      |

### Mannschaftskader
| Weltmeister Tschechoslowakei | Vize-Weltmeister Ungarn | 3. Platz Jugoslawien | 4. Platz BR Deutschland |
| --- | --- | --- | --- |
| - Vera Aschenbrenerová - Pavla Bartáková - Anna Capová - Vlasta Čiháková - Alena Dlouhá - Věra Dvořáková - Libuše Famfulíková - Jana Houšková - Květa Janečková - Blanka Kotlínová - Stáňa Kučerová - Jana Maléřová - Květa Marzinová - Veronika Schmiederová | - Éva Arany - Zsusza Béres - Borbála Cseletőy - Árpádné Csicsmányi - Imréné Eger - Ferencné Geszti - Gyuláné Hanczmann - Magda Jóna - Magda Kiss - Lídia Simonek - Éva Szendi - Mária Vályi - Erika Weser | - Nada Vučković - Ana Evetović - Jelena Genčić - Magda Hegedüš - Ladislava Horak - Vukosava Lukin - Nevenka Ljubić - Branka Mihalić - Vlasta Nikler - Marija Sabljak - Ankica Ostrun - Nada Rukavina - Katarina Hosi - Erika Toth | - Ursula Burmeister (5 Spiele/8 Tore), Eimsbütteler TV - Helga Drechsler (4/0), OSC Berlin - Anneliese Hagdorn (4/2), Stuttgarter Kickers - Gertrud Hannen (5/2), Düsseldorfer SV 04 - Waltraud Kühl (5/1), TSV Bayer 04 Leverkusen - Ursula Kusserow (2/0), Reinickendorfer Füchse - Margret Loch (5/0), RSV Mülheim - Helga Reiche (2/0), Reinickendorfer Füchse - Hertha Rückriem (5/8), PSV München - Ursula Samulewicz (5/3), TuS Lichterfelde Berlin - Rosemarie Schöne (5/0), PSV München - Inge Walther (5/1), Berliner SV 1892 - Christa Warns (5/8), Eimsbütteler TV |
| Trainer: Karel Hošťálek, Ladislav Gross | Trainer: Bódog Török | Trainer: Vilim Tičić | Trainer: Hans Geilenberg |